# Tim Kleindienst
Tim Kleindienst (* 31. srpna 1995) je německý profesionální fotbalista, který hraje na pozici útočníka za klub Borussia Mönchengladbach a německý národní tým.

## Klubová kariéra

### Energie Cottbus
Kleindienst přestoupil do Energie Cottbus v roce 2008 z FC Viktoria Jüterbog. Svůj debut v 2. Bundeslize si odbyl 14. prosince 2013 proti Fortuně Düsseldorf, když v 78. minutě nahradil Amin Affanea při domácí porážce 3:1.

### Freiburg
Dne 20. května 2015 bylo oznámeno, že Kleindienst se připojí k SC Freiburg na sezónu 2015/16.

### Heidenheim
Dne 2. září 2019 se Kleindienst připojil k 1. FC Heidenheim poté, co na hostování v klubu strávil již sezónu 2016/17.

### Gent
Dne 30. července 2020 podepsal Kleindienst kontrakt s belgickým klubem KAA Gent. Přestupová částka nebyla zveřejněna.

### Návrat do Heidenheimu
V červnu 2021 se Kleindienst vrátil do 1. FC Heidenheim podpisem smlouvy do roku 2025. V posledním zápase sezóny 2022/23 vstřelil Kleindienst v 99. minutě v nastaveném čase gól, čímž zajistil venkovní vítězství 3:2 nad Jahn Regensburg, díky čemuž jeho klub skončil na prvním místě tabulky a poprvé v historii postoupil do Bundesligy. V této sezóně se mu také podařilo stát se nejlepším střelcem soutěže s 25 góly.
Dne 6. dubna 2024 vstřelil dva góly při vítězství 3:2 nad obhájci titulu z Bayernu Mnichov, což byla první porážka tohoto týmu proti nově postoupivšímu mužstvu od roku 2000. Sezónu 2023/24 zakončil s nejvíce vyhranými hlavičkovými souboji v Bundeslize, konkrétně jich bylo 187, a také zaznamenal nejvyšší počet sprintů, celkem 1 056.

### Borussia Mönchengladbach
Dne 21. června 2024 podepsal Kleindienst kontrakt s Borussií Mönchengladbach do roku 2028.

## Reprezentační kariéra
V květnu 2015 byl Kleindienst jmenován do německého národního týmu do 20 let, který se zúčastnil Mistrovství světa ve fotbale do 20 let 2015 na Novém Zélandu.
Dne 3. října 2024 byl poprvé povolán do seniorského národního týmu. O osm dní později v reprezentaci debutoval, když nastoupil v utkání, které Německo vyhrálo 2:1 na hřišti Bosny a Hercegoviny v Lize národů UEFA. O měsíc později, 16. listopadu, vstřelil své první mezinárodní góly, když dal dva góly při vítězství 7:0 nad Bosnou a Hercegovinou ve stejné soutěži. V březnu 2025 vstřelil Kleindienst celkem dva góly hlavou v obou čtvrtfinálových zápasech proti Itálii, čímž pomohl Německu postoupit poprvé do semifinále.

## Statistiky

### Klubové
Platí k zápasu hranému 3. května 2025.
| Klub                         | Sezóna            | Liga                 | Liga   | Liga | Národní pohár | Národní pohár | Kontinentální | Kontinentální | Ostatní | Ostatní | Celkově | Celkově |
| Klub                         | Sezóna            | Soutěž               | Zápasy | Góly | Zápasy        | Góly          | Zápasy        | Góly          | Zápasy  | Góly    | Zápasy  | Góly    |
| ---------------------------- | ----------------- | -------------------- | ------ | ---- | ------------- | ------------- | ------------- | ------------- | ------- | ------- | ------- | ------- |
| Energie Cottbus II           | 2012/13           | Regionalliga Nordost | 4      | 0    | —             | —             | —             | —             | —       | —       | 4       | 0       |
| Energie Cottbus              | 2012/13           | 2. Bundesliga        | 0      | 0    | 0             | 0             | —             | —             | —       | —       | 0       | 0       |
| Energie Cottbus              | 2013/14           | 2. Bundesliga        | 2      | 0    | 0             | 0             | —             | —             | —       | —       | 2       | 0       |
| Energie Cottbus              | 2014/15           | 3. Liga              | 35     | 13   | 1             | 0             | —             | —             | —       | —       | 36      | 13      |
| Energie Cottbus              | Celkově           | Celkově              | 37     | 13   | 1             | 0             | 0             | 0             | 0       | 0       | 38      | 13      |
| SC Freiburg                  | 2015/16           | 2. Bundesliga        | 7      | 0    | 1             | 0             | —             | —             | —       | —       | 8       | 0       |
| SC Freiburg                  | 2017/18           | Bundesliga           | 22     | 2    | 1             | 0             | 2             | 0             | —       | —       | 25      | 2       |
| SC Freiburg                  | 2018/19           | Bundesliga           | 4      | 0    | 2             | 0             | —             | —             | —       | —       | 6       | 0       |
| SC Freiburg                  | 2019/20           | Bundesliga           | 0      | 0    | 0             | 0             | —             | —             | —       | —       | 0       | 0       |
| SC Freiburg                  | Celkově           | Celkově              | 33     | 2    | 4             | 0             | 2             | 0             | 0       | 0       | 39      | 2       |
| SC Freiburg II               | 2015/16           | Regionalliga Südwest | 8      | 2    | —             | —             | —             | —             | —       | —       | 8       | 2       |
| SC Freiburg II               | 2018/19           | Regionalliga Südwest | 2      | 1    | —             | —             | —             | —             | —       | —       | 2       | 1       |
| SC Freiburg II               | 2019/20           | Regionalliga Südwest | 1      | 0    | —             | —             | —             | —             | —       | —       | 1       | 0       |
| SC Freiburg II               | Celkově           | Celkově              | 11     | 3    | 0             | 0             | 0             | 0             | 0       | 0       | 11      | 3       |
| 1. FC Heidenheim (hostování) | 2016/17           | 2. Bundesliga        | 27     | 7    | 1             | 0             | —             | —             | —       | —       | 28      | 7       |
| 1. FC Heidenheim             | 2019/20           | 2. Bundesliga        | 27     | 14   | 0             | 0             | —             | —             | 2       | 2       | 29      | 16      |
| Gent                         | 2020/21           | Jupiler Pro League   | 15     | 1    | —             | —             | 8             | 2             | —       | —       | 23      | 3       |
| 1. FC Heidenheim (hostování) | 2020/21           | 2. Bundesliga        | 15     | 11   | —             | —             | —             | —             | —       | —       | 15      | 11      |
| 1. FC Heidenheim             | 2021/22           | 2. Bundesliga        | 30     | 10   | 1             | 0             | —             | —             | —       | —       | 30      | 10      |
| 1. FC Heidenheim             | 2022/23           | 2. Bundesliga        | 32     | 25   | 2             | 0             | —             | —             | —       | —       | 34      | 25      |
| 1. FC Heidenheim             | 2023/24           | Bundesliga           | 33     | 12   | 2             | 2             | —             | —             | —       | —       | 35      | 14      |
| 1. FC Heidenheim             | Celkově           | Celkově              | 88     | 42   | 5             | 2             | —             | —             | —       | —       | 92      | 44      |
| Borussia Mönchengladbach     | 2024/25           | Bundesliga           | 30     | 16   | 2             | 0             | —             | —             | —       | —       | 32      | 16      |
| Celkově v kariéře            | Celkově v kariéře | Celkově v kariéře    | 287    | 109  | 13            | 2             | 10            | 2             | 2       | 2       | 312     | 117     |

### Reprezentační
Platí k zápasu hranému 23. března 2025.
| Národní tým | Rok     | Zápasy | Góly |
| ----------- | ------- | ------ | ---- |
| Německo     | 2024    | 4      | 2    |
| Německo     | 2025    | 2      | 2    |
| Celkově     | Celkově | 6      | 4    |

#### Reprezentační góly
Skóre a výsledky Německa jsou vždy zapsány jako první. Góly Tima Kleindiensta jsou zvýrazněny.
| Gól | Datum              | Místo                                  | Soupeř              | Skóre | Výsledek | Soutěž                   |
| --- | ------------------ | -------------------------------------- | ------------------- | ----- | -------- | ------------------------ |
| 1.  | 16. listopadu 2024 | Europa-Park Stadion, Freiburg, Německo | Bosna a Hercegovina | 2:0   | 7:0      | Liga národů UEFA 2024/25 |
| 2.  | 16. listopadu 2024 | Europa-Park Stadion, Freiburg, Německo | Bosna a Hercegovina | 7:0   | 7:0      | Liga národů UEFA 2024/25 |
| 3.  | 20. března 2025    | San Siro, Milán, Itálie                | Itálie              | 1:1   | 2:1      | Liga národů UEFA 2024/25 |
| 4.  | 23. března 2025    | Signal Iduna Park, Dortmund, Německo   | Itálie              | 3:0   | 3:3      | Liga národů UEFA 2024/25 |

## Úspěchy
SC Freiburg
- 2. Bundesliga: 2015/16

1. FC Heidenheim
- 2. Bundesliga: 2022/23

Individuální
- Nejlepší střelec 2. Bundesligy: 2022/23